# 穆爾峰
穆爾峰（英語：Moore Peak），是南極洲的山峰，位於羅斯島，處於薩瑟蘭山以南2公里的特羅爾山西坡，海拔高度約2,500米，該山峰現時由南極條約體系管理。